# Laura Bartlett
Laura Bartlett (ur. 22 czerwca 1988 w Glasgow) – szkocka i brytyjska hokeistka na trawie. Brązowa medalistka olimpijska z Londynu.
Zawody w 2012 były jej drugimi igrzyskami olimpijskimi. Wystąpiła w siedmiu spotkaniach i zdobyła jedną bramkę. Z reprezentacją Wielkiej Brytanii brała również udział w igrzyskach w Pekinie cztery lata wcześniej. Brytyjki zajęły szóste miejsce (3 spotkania). W reprezentacji Szkocji wystąpiła 57 razy, w drużynie Wielkiej Brytanii 50.